# Walpernhain
Walpernhain est une commune allemande de l'arrondissement de Saale-Holzland, Land de Thuringe.

## Géographie
Walpernhain se trouve à l'est de la Bundesautobahn 9.
| Osterfeld |             | Droyßig |
|           | Walpernhain |         |
|           | Heideland   |         |

## Histoire
Walpernhain est mentionné pour la première fois en 1278 sous le nom de Walpurgeshain. Le village est bâti en chaîne et conserve ce modèle.
Dans le cimetière, une plaque rend hommage à un citoyen soviétique déporté en Allemagne pendant la Seconde Guerre mondiale et victime du travail forcé.

## Source de la traduction
- (de) Cet article est partiellement ou en totalité issu de l’article de Wikipédia en allemand intitulé « Walpernhain » (voir la liste des auteurs).